# 北澤響
北澤 響（きたざわ ひびき、1999年8月3日 - ）は、日本の女優。東京都出身。ノックアウト所属。

## 出演

### テレビドラマ
- 八王子ゾンビーズ　第3話（TOKYO MX、2020年）
- ワカコ酒season5　第3話（BSテレ東、2020年）
- 竜の道 二つの顔の復讐者　第1話（フジテレビ系、2020年）
- 川のほとりで　第5話（WOWOW、2021年）
- 准教授 高槻彰良の推察　第4話（フジテレビ系、2021年）
- 前科者　第5話（WOWOW、2021年）
- コールドケース3 ～真実の扉～　第6話（WOWOW、2021年）
- 祈りのカルテ 研修医の謎解き診察記録 第2話（日本テレビ系、2022年） - 近藤真緒 役
- 旅人検視官 道場修作 第4弾（2025年3月22日、BS日テレ） - 長崎亜由美 役[2]

### 配信ドラマ
- 悪魔とラブソング　第1話・第3話（Hulu、2021年）
- スマホラー（smash. 2021年）

### 映画
- 岡山県ハレウッドムービー「ぽつり、岡山」（前野朋哉監督、2019年） - ヒロイン：晴野ハレ役
- セーラー忍者かげちよ（小山亮太監督、2020年） - 主役
- 余命10年（2022年3月4日、ワーナー・ブラザース映画） - 高林茉莉の同級生 役[3]
- Polar Night（磯谷渚監督、2023年）[4]
- さいはて（2023年）

### Vシネマ
- 日本統一外伝 〜山崎一門4〜（2022年） - ミカリン(美香)

### 舞台
- コトバモリ（演出：渡辺銅、2018年）
- ハックルベリーにさよならを（2019年）
- 愛とその他（作・演出：加藤一浩/下北沢アクターズ・ラボ第12期卒業公演、2019年）
- 海辺のバカ（作・演出：加藤一浩/下北沢アクターズ・ラボ第13期卒業公演、2020年）
- アリス・夏（演出：PARK BANGIL/REBORNプロデュース公演、2020年）
- レイチェルの説明（作・演出：加藤一浩、2021年）
- 門番の秋（作：加藤一浩、2021年）
- 秋の日曜日（作：加藤一浩、2023年）[5]
- 8人の往来（作・演出：加藤一浩、2024年）[6]